# Marcella Campagnano
Marcella Campagnano, née en 1941 à Verdello est une artiste contemporaine et photographe féministe italienne. Elle vit et travaille à Côme. Par l'autoportrait, elle documente les assignations faites aux femmes afin de s'en affranchir.

## Biographie
Marcella Campagnano est née en 1941 à Verdello, près de Bergame.  Elle étudie la peinture à l'académie des beaux-arts de Brera à Milan. Elle en sort diplômée en 1965. Elle présente son travail en Italie et à l'étranger jusqu'en 1972. Elle réalise que la peinture et l'art sont dominés par les hommes. Les femmes n'y sont pas admises. Elle se met à explorer d'autre médium. Elle utilise la photographie dès 1968, pour documenter les questions et les thèmes féministes. Elle rejoint le collectif de femmes Via Cherubini à Milan.
En 1974, elle exécute la série photographique L'inventione del Feminile. Elle traite de trois aspects Ruoli : les rôles assignés aux femmes, Ogetti : les objets assignés aux femmes et Regalia : les attitudes et postures princières et royales.
Le projet Ruoli est né de façon spontanée lorsque ses amies féministes posent dans son salon en se travestissant. Elles utilisent maquillage, vêtements, coiffures pour mimer des attitudes et des postures imposées aux femmes. Marcella Campagnano documente la mariée, la mère, la femme au foyer, l'ouvrière, la prostituée, l'amante, la militante. Réaliser ces photographies permet de recenser et documenter les assignations ordonnées aux femmes afin de pouvoir les remettre en question.
La même année, l'artiste américaine Martha Wilson réalise la série photographique A Portfolio of Models. Elle se représente en déesse, femme au foyer, travailleuse, professionnelle, Mère de la Terre, lesbienne. Les deux artistes utilisent le même processus. Elles sont à la fois sujet et objet du regard. Elles annihilent le regard masculin sur le corps des femmes. Le corps féminin n'est plus l'objet du regard et de la représentation d'autrui.
Pour la série Regalia, Marcella Campagnano approfondit le rapport entre image, représentation et construction. Chaque photographie est le portrait d'une femme dans une posture royale, imitant les portraits de la peinture occidentale. Les vêtements d'apparence riche et princière sont en réalité réalisés avec des matériaux bon marché et recyclés.
Elle publie en 1976, la série Donne imagini dans laquelle elle explore les rôles imposés aux femmes.
Son travail fait l'objet de rétrospectives en Italie en 2015, 2017. Son travail est également présenté dans l'exposition L'Avant-garde féministe des années 1970 de la collection Sammlung Verbund.

## Rétrospectives
- La grande allusione : 1974-2015 – I ruoli del femminile di Marcella Campagnano ieri e oggi,  Musée des arts contemporains, Université Sapienza, Rome, 2015[5]

- L’Invenzione del Femminile, Macof - Centre de la photographie, Brescia, 2017[6]